# Malacologia
Malacologia est une revue scientifique de malacologie à comité de lecture des États-Unis publié par l'Institute of Malacology. Cette revue traite de la systématique, de l'écologie, de la génétique, de la génétique moléculaire, de l'évolution et de la phylogénie de ces animaux.
Ce périodique publie de longs articles et des monographies. Généralement un ou deux volumes d'environ 400 pages sont publiés chaque année.